# Dalokan

Dalokan est un film ivoirien réalisé en 1983 par Moussa Dosso.

## Fiche technique
- Titre français : La parole donnée
- Réalisation : Moussa Dosso
- Durée : 90 minutes

## Distribution
- Mariam Bakayoko
- Ibrahim Sofana
- Mamadou Sofana